# 希尔绍 (蒂宾根)
希尔绍（德語：Hirschau，發音：[ˈhɪʁʃaʊ] ⓘ）是德国巴登-符騰堡州蒂宾根的市辖区。希尔绍原为一独立市镇，1971年7月1日，希尔绍并入市镇蒂宾根。
希尔绍的人口約为3300人，面積6.17平方公里，是蒂宾根最西端的地區。希尔绍位於內卡河以北，武尔姆林根以東約3公里，內卡河畔羅滕堡鎮中心以東約6公里，同時亦位於蒂宾根市中心以西6公里。
最高點是位於平均海拔475公尺的施皮茨山。
希尔绍與鄰近的羅滕堡一樣，與蒂宾根的大部分地區不同，主要信奉羅馬天主教。

## 友好城市
- 法國 京格赛姆